# ميخائيل كليمنس
ميخائيل كليمنس (بالإنجليزية: Michael Clemens)‏ هو اقتصادي أمريكي، ولد في القرن العشرين.